# Reserva biológica de Ibirapuitã
La Reserva Biológica de Ibirapuitã es una unidad de conservación de protección integral de la naturaleza que se encuentra en las orillas del río Ibirapuitã en la región de Campaña , al suroeste de Río Grande del Sur, en el municipio de Alegrete , con la latitud 29º54 ' a 29º57 ' Sur y longitud 55º45 ' a 55º48 ' oeste, en territorio del país sudamericano de Brasil.
Creado por el Decreto Nº 31.788, del 10 de junio de 1976, administra una superficie de 308,28 ha, que se localizan en el municipio de Alegrete. Tiene un perímetro aproximado de 260 km , siendo el clima predominante el subtropical con lluvias bien distribuidas y las estaciones bien definidas. La temperatura media anual es de 18,6 °C.